# Getter Jaani
Getter Jaani (Tallinn, 3 februari 1993) is een Estse zangeres.

## Biografie
Jaani werd in 2009 bekend bij het grote publiek door haar deelname aan Eesti otsib superstaari, de Estische versie van Idols. Hierin strandde ze op de vierde plaats. Ze speelde ook mee in enkele musicals. Zo vertolkte ze de rol van Sharpay Evans in High School Musical. Ook was ze te zien in Riigimehed, een soap op ETV1.
Jaani nam deel aan Eesti Laul 2011, de Estse voorronde voor het Eurovisiesongfestival. Ze werd eerste in haar halve finale, eerste in de finale en won uiteindelijk de superfinale op overtuigende wijze van Outloudz. Zodoende vertegenwoordigde ze Estland op het Eurovisiesongfestival 2011 in Düsseldorf, Duitsland, met het nummer Rockefeller Street, waar ze slechts een 24e plaats behaalde.

## Discografie

### Singles
| Single met hitnotering(en) in de Vlaamse Ultratop 50 | Datum van verschijnen | Datum van binnenkomst | Hoogste positie | Aantal weken | Opmerkingen |
| ---------------------------------------------------- | --------------------- | --------------------- | --------------- | ------------ | ----------- |
| Rockefeller street                                   | 2011                  | 21-05-2011            | tip40           | -            |             |

1994: Silvi Vrait · 
1996: Ivo Linna & Maarja-Liis Ilus · 
1997: Maarja-Liis Ilus · 
1998: Koit Toome · 
1999: Evelin Samuel & Camille · 
2000: Ines · 
2001: Tanel Padar, Dave Benton & 2XL · 
2002: Sahlene · 
2003: Ruffus · 
2004: Neiokõsõ · 
2005: Suntribe · 
2006: Sandra Oxenryd · 
2007: Gerli Padar · 
2008: Kreisiraadio · 
2009: Urban Symphony · 
2010: Malcolm Lincoln · 
2011: Getter Jaani · 
2012: Ott Lepland · 
2013: Birgit Õigemeel · 
2014: Tanja · 
2015: Elina Born & Stig Rästa · 
2016: Jüri Pootsmann · 
2017: Koit Toome & Laura · 
2018: Elina Netsjajeva · 
2019: Victor Crone · 
2021: Uku Suviste · 
2022: Stefan · 
2023: Alika · 
2024: 5miinust & Puuluup · 
2025: Tommy Cash
- International Standard Name Identifier: 0000 0003 7257 6933
- MusicBrainz: 570fa5db-6287-48bf-a1e7-e2d88953a040
- Virtual International Authority File: 291149544561800490008